# Quetzalichthys
Quetzalichthys è un genere estinto di pesci ossei a pinne raggiate appartenente all'ordine dei Ionoscopiformes, vissuto durante l’Albiano (Cretacico inferiore) e scoperto in Messico.

## Descrizione
La specie tipo, Quetzalichthys perrilliatae, è nota grazie a cinque esemplari fossilizzati provenienti dai calcari della Formazione Tlayua. Questo taxon mostra i caratteri diagnostici degli Ionoscopiformes, tra cui un numero elevato di supraneurali (oltre 15), vertebre monospondile robuste e ben ossificate con due fossette laterali ovali, scaglie sottili di tipo amioide e superfici ventrali dei circuorbitari notevolmente forate.
Tra i tratti morfologici unici di Quetzalichthys perrilliatae si annoverano 26 centri vertebrali addominali, 21 raggi principali della pinna dorsale e la presenza di due sopraorbitali. Le pinne impari e la coda mostrano caratteri intermedi rispetto a quelli presenti in Ionoscopus e Oshunia.

## Classificazione
Quetzalichthys perrilliatae venne descritto per la prima volta nel 2008, sulla base di fossili ritrovati nella Cava di Tlayua, nei pressi di Tepexi de Rodríguez, nello stato di Puebla, in Messico.
Un’analisi cladistica degli Ionoscopiformes che include i due taxa della Cava di Tlayua (Quetzalichthys e Teoichthys) ha permesso di identificare due famiglie monofiletiche all’interno dell’ordine: gli Ophiopsidae (che comprendono Ophiopsis, Macrepistius e Teoichthys) e gli Ionoscopidae (con Ionoscopus, Oshunia e Quetzalichthys).
Quetzalichthys si distingue quindi come il primo rappresentante degli Ionoscopidae noto dal Cretacico inferiore del Nord America centrale, ampliando significativamente la distribuzione geografica e temporale del gruppo.Alvarado-Ortega, Jesus & Espinosa Arrubarrena, Luis. (2008). A New Genus of Ionoscopiform Fish (Halecomorphi) from the Lower Cretaceous (Albian) Lithographic Limestones of the Tlayúa Quarry, Puebla, Mexico. Journal of Paleontology - J PALEONTOL. 82. 163-175. 10.1666/04-152.1. 

## Etimologia
Il nome Quetzalichthys unisce il termine “Quetzal”, in riferimento all’uccello simbolo del Messico e della Mesoamerica, e il greco “ichthys” (ἰχθύς), che significa “pesce”. 